# Gonocausta
Gonocausta är ett släkte av fjärilar. Gonocausta ingår i familjen Crambidae.
Kladogram enligt Catalogue of Life:
| Gonocausta | \| \| Gonocausta sabinalis \| \| \| \| \| \| Gonocausta simulata \| \| \| \| \| \| Gonocausta zephyralis \| \| \| \| |
|            | \| \| Gonocausta sabinalis \| \| \| \| \| \| Gonocausta simulata \| \| \| \| \| \| Gonocausta zephyralis \| \| \| \| |
|            | Gonocausta sabinalis                                                                                                 |
|            | |
|            | Gonocausta simulata                                                                                                  |
|            | |
|            | Gonocausta zephyralis                                                                                                |
|            | |